# اقتصاد ماليزيا
لدى ماليزيا سوق اقتصادي صناعي حديث، ومفتوح نسبيًا وذو توجه دولي. تلعب الدولة دورًا هامًا لكنه متراجع في توجيه النشاط الاقتصادي من خلال خطط الاقتصاد الكلي. في عام 2012، كان اقتصاد ماليزيا ثالث أكبر اقتصاديات منطقة جنوب شرق آسيا بعد إندونيسيا الأكثر سكانًا وتايلاند الاقتصاد الـ29 على العالم من حيث تعادل القوة الشرائية مع الناتج المحلي الإجمالي البالغ 492.4 مليار دولار أمريكي ونصيب الفرد 16,922 دولار. في عام 2010، بلغ الناتج المحلي الإجمالي للفرد في ماليزيا 14,700 دولار. في عام 2009، كان الناتج المحلي الإجمالي 383.6 مليار دولار، وكان نصيب الفرد من الناتج المحلي الإجمالي 8,100 دولار.
يُعتبر الاقتصاد الماليزي ثالث أكبر اقتصاد في جنوب شرق آسيا، بعد إندونيسيا وتايلاند، ويحتل المرتبة 35 كأكبر اقتصاد في العالم. تتميز ماليزيا بإنتاجية أيادٍ عاملة أكبر بكثير مما هي عليه في جاراتها تايلند، وإندونيسيا، والفلبين أو فيتنام ويرجع السبب وراء ذلك إلى الكثافة العالية للصناعات القائمة على تقنيات المعرفة الحديثة واعتماد التكنولوجيا الحديثة المتطورة في التصنيع والاقتصاد الرقمي. وفقًا لتقرير التنافسية العالمي لعام 2018، احتلت ماليزيا باقتصادها المرتبة 25 ضمن أكثر دولة تنافسية في العالم وذلك بين عامي 2018 و 2019.
يعيش المواطنون الماليزيون في نمط حياة أكثر ترفًا مقارنةً مع نظرائهم في الدول ذات الدخل المتوسط الأعلى كالمكسيك، وتركيا، والبرازيل. يرجع ذلك إلى ضريبة الدخل القومي المنخفضة، والكلفة المنخفضة للأغذية المحلية، ولوقود النقل، وللمستلزمات المنزلية، ووجود رعاية صحية عامة أحادية الدفع مدعومة بالكامل واستحقاقات رعاية اجتماعية شاملة مع تحويل نقدي مباشر. تُعتبر ماليزيا ثالث أغنى دولة في جنوب شرق آسيا بعد دول المدينة الأصغر لسنغافورة وبروناي، بدخل للفرد يبلغ 28.681 دولارًا من تعادل القوة الشرائية (حسب بيانات البنك الدولي عام 2017) أو 10.620 دولارًا أمريكيًا اسميًا. تتميز ماليزيا باقتصاد سوقي صناعي جديد، إذ يُعتبر مفتوحًا نسبيًا وموجهًا نحو الدولة. يُعتبر الاقتصاد الماليزي متينًا ومتنوعًا للغاية أيضًا؛ إذ بلغت في عام 2015 قيمة صادرات المنتجات المتطورة تكنولوجيًا 57.258 مليار دولار أمريكي، وهي ثاني أعلى قيمة في رابطة دول جنوب شرق آسيا (آسيان) بعد سنغافورة. تُصدّر ماليزيا ثاني أكبر حجم وقيمة من منتجات زيت النخيل على المستوى العالمي بعد إندونيسيا.
على الرغم من السياسات الحكومية المتبعة لزيادة دخل الفرد من أجل تسريع عجلة التقدم نحو دولة ذات دخل مرتفع مع حلول عام 2020، كان نمو الأجور في ماليزيا بطيئًا للغاية، ومتخلفًا عن معيار منظمة التعاون الاقتصادي والتنمية (أو إي سي دي). دعت مرارًا أبحاث أكاديمية أجراها صندوق النقد الدولي والبنك الدولي إلى الإصلاح الهيكلي والابتكار الداخلي للارتقاء بالبلد إلى أعلى السلسلة القيمية للتصنيع، وذلك في إطار السماح لماليزيا بالخروج من فخ الدخل المتوسط الحالي. بسبب الاعتماد الشديد لإيرادات الحكومة المركزية على الصادرات النفطية كانت تقلبات أسعار العملة في حالة من التغيّر الشديد، وبشكل ملحوظ خلال وفرة العرض وانهيار أسعار النفط في عام 2015. مع ذلك، ضاعفت الحكومة جهودها لزيادة الإيرادات وذلك بإدخال ضريبة الخدمات والمبيعات (إس إس تي) بمعدل 6% لتقليل العجز ولتلبية التزامات سداد الديون الفيدرالية.

## التاريخ
باعتبار ماليزيا إحدى الدول الثلاث التي تسيطر على مضيق ملقا، لعبت مستويات التجارة الدولية دورًا مهمًا للغاية في الاقتصاد الماليزي. كانت ماليزيا آنفًا أكبر منتج للقصدير، وللمطاط، ولزيت النخيل في العالم. للقطاع الصناعي تأثير كبير في اقتصاد البلاد، إذ يشّكل أكثر من 40% من الناتج المحلي الإجمالي. تُعد ماليزيا أيضًا أكبر مركز مالي ومصرفي إسلامي في العالم.